# Dvd authoring

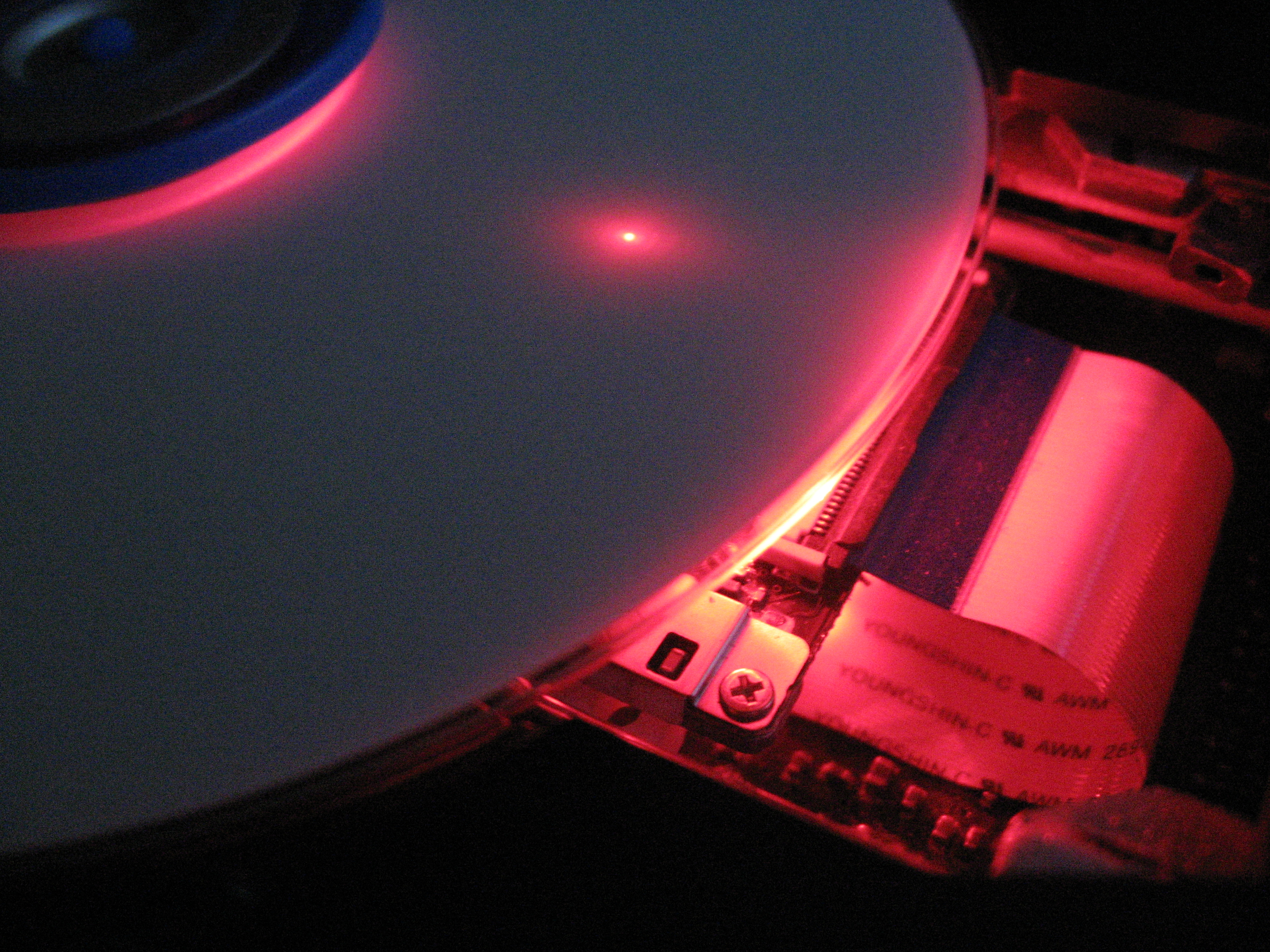
Opengewerkte dvd-brander.

Dvd authoring beschrijft het proces van maken van een dvd-video die afspeelbaar is op een dvd-speler. Dit gebeurt met behulp van een dvd-brander en dvd authoring software, zoals DvdAuthorGui. Deze software moet wel voldoen aan de specificaties die zijn opgesteld door de Dvd Forum group in 1995, anders is het mogelijk dat dvd-spelers de dvd niet kunnen lezen.
Bij dvd authoring worden de beschikbare videobestanden omgezet naar een speciale dvd-bestandsindeling. Het gaat hierbij niet om standaard MPEG-2-bestanden, maar om VOB-bestanden, waarin ook nog allerlei andere soorten gegevens zijn opgeslagen. Denk hierbij aan menu's met aanklikbare knopjes, ondertiteling en meerdere audio- en videosporen. Deze VOB-bestanden bevinden zich, samen met IFO- (index) en BUP-bestanden (back-up) in een map genaamd "VIDEO_TS", (soms met een lege map genaamd "AUDIO_TS") op de dvd. Deze worden op de schijf gezet volgens het UDF 1.02 formaat.